# Cotă (topografie)

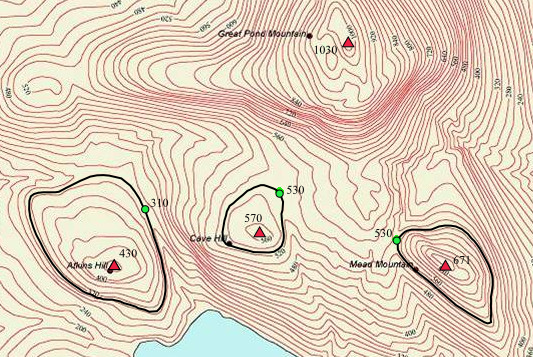
Hartă topografică cu cote şi curbe de nivel

În topografie, cota este înălțimea unui punct de pe teren față de un plan orizontal de referință, de obicei un nivel hidrografic sau nivelul zero mediu al mării. În funcție de planul de referință folosit, cotele topografice sunt:
- cotă relativă sau convențională, care reprezintă cota stabilită dintre o suprafață de nivel oarecare și suprafața de nivel a punctului considerat;
- cotă absolută sau altitudine a unui punct topografic, care reprezintă distanța pe verticală între suprafața de nivel zero și suprafața de nivel ce trece prin punctul considerat.[1]

Pe hărțile topografice punctele cu aceeași cotă sunt unite, de obicei, prin linii numite curbe de nivel sau izolinii.
Cotele sunt de asemenea folosite în hidrografie, unde sunt mai frecvent folosite cotele negative (-3m, -9m etc.). Liniile care unesc cotele de același nivel ale unei hărți hidrografice sunt numite „curbe batimetrice” sau izobate.

## Vezi și
- Nivelment
- Reper de nivelment